# Borboletinha-guianense
Borboletinha-guianense (nome científico: Phylloscartes virescens) é uma espécie de ave da família dos tiranídeos. É encontrada no Brasil, Guianas e Suriname.